# Народная армия освобождения Судана

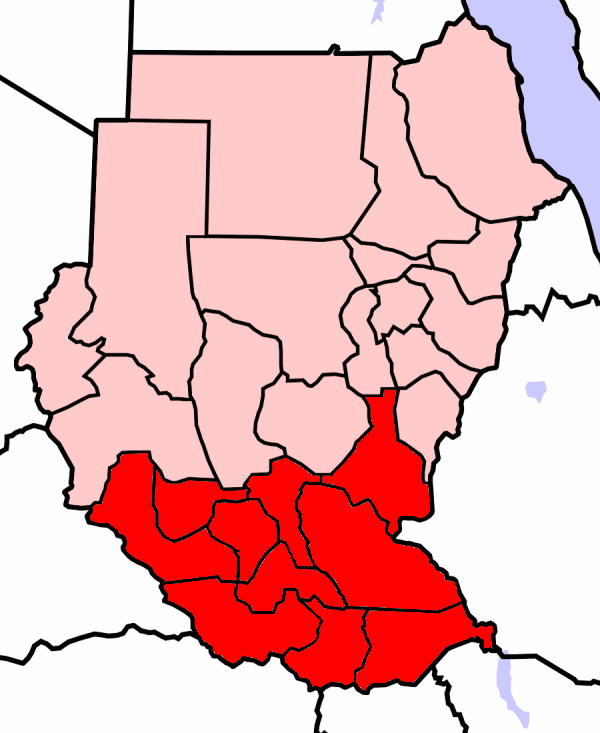
Карта Южного Судана, за суверенитет которого боролась СНОД/СНОА/СПЛА

Народная армия освобождения Судана (англ. Sudan People's Liberation Army/Movement) — правящее политическое движение в Южном Судане, бывшая повстанческая группировка, которая вела борьбу сначала за автономию, а затем и за независимость южных негро-христианских провинций Судана от арабо-исламского правительства. 
Освободительное движение/армия основана в 1983 году Джоном Гарангом. С 2005 года соблюдала перемирие, а лидер организации по должности являлся вице-президентом Судана. Поддерживалась правительствами Эфиопии и Уганды. 9 июля 2011 года Республика Южный Судан стала независимым государством. После обретения независимости в 2011 году НАОС сформировала ядро вооружённых сил Южного Судана.
После смерти Джона Гаранга командующим НАОС стал Салва Киир, президент Южного Судана. По состоянию на 2013 год численность НАОС составляет около 220 тысяч человек, которые делятся на подразделения по 10 — 14 тысяч солдат.

## История
В 1983 году в военных казармах в Бору вспыхнул ряд мятежей. Восставшие сформировали ядро НОАС. Правительство Эфиопии решило поддержать НАОС, в отместку за помощь правительства Судана эритрейским повстанцам. НАОС, под командованием Джона Гаранга, начала вооружённую борьбу за независимость Южного Судана. Политические структуры НОАС блокировали все предложения правительства — введение шариата, строительство канала в штате Джонглий, а в 1986 году НОАС бойкотировала выборы. 
В период с 1986 года по 1991 год НОАС начала крупное наступление  — были захвачены практически все города Южного Судана. К середине 1991 года НОАС контролировала практически весь Южный Судан, за исключением Джубы. Но с падением эфиопского правительства военная помощь прекратилась, и НОАС начала распадаться. Тем не менее в 1992 году НОАС почти захватила Джубу. К концу 1990-х годов большинство населения Южного Судана жило в районах, контролируемых НОАС.
После окончания гражданской войны, подписания мирного договора и достижения независимости Южного Судана НОАС стала частью вооруженных сил Южного Судана.

## Акции
- 1986 год — повстанческая Народная армия освобождения Судана сбила самолёт компании Sudan Airways. На его борту находились 70 человек, все они погибли[1].